# Ernst Lubitsch
Ernst Lubitsch est un réalisateur allemand naturalisé américain, également acteur au début de sa carrière, né le 29 janvier 1892 à Berlin, mort le 30 novembre 1947 à Bel Air (Los Angeles).
Réalisateur prolifique, il commence sa carrière en Allemagne, émigre aux États-Unis en 1922, et tourne plus d'une cinquantaine de films en trente ans. Il a marqué l'histoire du cinéma par ses comédies, avec notamment Sérénade à trois, Ninotchka, Rendez-vous, Jeux dangereux (titre original : To Be or Not to Be), Le ciel peut attendre, ou encore La Huitième Femme de Barbe-Bleue.

## Biographie

### Jeunesse
Ernst Lubitsch,,,,,,, naît en 1892 d'un tailleur berlinois, Simcha (Simon) Lubitsch — qui tenait à Berlin un magasin réputé de vêtements pour hommes —, et de Anna Lindenstaedt. Simon Lubitsch, qui venait de Grodno dans ce qui est aujourd'hui la Biélorussie, était issu d'une longue lignée de Hofjuden (« juifs de cour »). Sa mère est allemande, du Brandebourg. Tous deux étaient des juifs ashkénazes. Ernst, fils unique, reçoit une éducation soignée, qui comprend notamment les arts dramatiques. Las des études et fasciné par le théâtre, il quitte l'école à 16 ans. Simon n'admet guère la vocation de son fils et le prend au magasin. Six mois plus tard, il doit déchanter, tant le fils se montre incapable : « Mon fils est un Schlemihl. Il est incapable d'accrocher un costume sans en faire tomber cinq autres,. »
Il décide donc de le placer comme comptable, ce qui donne à Ernst l'occasion de mener une double vie : il travaille le jour et se consacre à sa passion théâtrale la nuit. Par l'intermédiaire de Victor Arnold, acteur fort connu de l'époque, Lubitsch obtient divers petits engagements dans des cabarets. Comme il s'en sort fort bien, Arnold décide de le présenter à Max Reinhardt, directeur du Deutsches Theater, qui l'intègre dans sa troupe, au sein de laquelle se trouve déjà Emil Jannings. Lubitsch obtient ainsi des seconds rôles dans des pièces classiques : il joue notamment le Famulus Wagner dans Faust.
En 1912, l'une des représentations du Mirakel (Miracle) de Karl Gustav Vollmoeller (1887-1948) est filmée. La même année, Lubitsch devient l'homme à tout faire du studio Bioscop de Berlin, pour arrondir ses fins de mois. Le cinéma est en effet en pleine expansion en Allemagne. En 1913, on l'engage comme acteur, ce que Lubitsch accepte non par intérêt pour le septième art naissant, mais en raison d'un salaire élevé : 20 marks par jour, à comparer aux 100 marks par mois qu'il gagnait avec Reinhardt. Il joue des rôles comiques dans Schuhpalast Pinkus, et surtout dans la série de films Meier, réalisée la plupart du temps par de quasi inconnus, mais produit par Paul Davidson, dirigeant de l'Union-Film, dans laquelle il crée le personnage de « Meier », archétype du comique juif allemand. « Avec ces films, il devint le comique le plus en vue du cinéma allemand, aussi populaire que Max Linder en France et Harold Lloyd sinon Chaplin en Amérique à la même époque. »
En 1914, les scénaristes sont à court d'idée, mais Lubitsch n'en manque pas. Aussi prend-il désormais la triple casquette d'acteur-réalisateur-auteur. Cet arrangement qui diminue les effectifs satisfait Davidson, qui offre à Lubitsch une augmentation de salaire. Au cours des quatre années de guerre, Lubitsch monte de nombreux films, prompts à relever le moral de la population allemande, et délaisse de plus en plus les premiers rôles : il se contente des seconds.

### Période allemande
Ce succès lui permet de réaliser ses propres films à partir de 1916. Il abandonne alors sa carrière d'acteur.

En 1918, il réalise son premier film marquant : Les Yeux de la momie (Die Augen der Mumie Ma), un drame avec Pola Negri et Emil Jannings. Lubitsch sait s'entourer de collaborateurs de qualité, comme le scénariste Hans Kräly et le décorateur Kurt Richter. La même année, il réalise Carmen. En 1919, il triomphe avec La Princesse aux huîtres (Die Austernprinzessin), une étonnante satire dont les personnages sont dignes d'Erich von Stroheim (le roi des huitres, le millionnaire américain, le prince désargenté Nuki). Suivent des drames historiques (La Du Barry, Ann Boleyn) et des comédies, qui font de lui un réalisateur de stature internationale. On le surnomme même « le David Wark Griffith allemand », et en 1921, il est invité aux États-Unis pour la première fois.

### Période hollywoodienne
Après un premier séjour infructueux aux États-Unis en 1922, il quitte l'Allemagne en 1923, à l'âge de trente ans, pour rejoindre Hollywood sur l'invitation de Mary Pickford. Elle veut qu'il la dirige dans Dorothy Vernon of Haddon Hall. Il refuse le projet, mais la dirige dans Rosita en 1923, son premier film américain, à nouveau un succès. Il est sous contrat avec la Mary Pickford Company ; c'est un travailleur acharné et chaque film semble surpasser le précédent, en qualité et en succès (critique et commercial). On commence à parler de la Lubitsch touch : élégance et sophistication dans la satire, sens du rythme et de l'ellipse.
En 1926, il rejoint la Paramount et réalise son premier film parlant en 1929 : Parade d'amour (The Love Parade), avec Maurice Chevalier et Jeanette MacDonald, qui obtient six nominations aux Oscars dont celle de meilleur film. Avec l'apparition du son, de brillants dialogues viennent s'ajouter à la Lubitsch touch (même s'il n'est jamais crédité comme scénariste ou dialoguiste). En 1925, il obtient enfin une carte de séjour : il évitait jusqu'à présent le Service de l'Immigration grâce à la Warner.
En 1935, le régime nazi le déchoit de sa nationalité allemande. La même année, il devient directeur des productions de la Paramount, seul réalisateur hollywoodien à diriger un grand studio. Le 27 juillet 1935, il épouse Vivian Gaye, une actrice et agent artistique britannique, née Sanya Bezencenet en 1907 et décédée en 2010. Ils ont une unique fille, Nicola Lubitsch, née le 27 octobre 1938. En 1936, la Paramount le relève de ses fonctions de directeur des productions, et il redevient réalisateur à plein temps. La même année, il est naturalisé citoyen américain.
Dans cette période, Lubitsch réalise ses films les plus connus, tous des comédies. Il travaille avec les meilleurs scénaristes, notamment Billy Wilder et Charles Brackett, et fait travailler toutes les grandes stars de l'époque : Claudette Colbert, Gary Cooper, Marlène Dietrich, James Stewart, Carole Lombard, Gene Tierney. C'est lui qui fait pour la première fois entendre le rire de Greta Garbo, dans Ninotchka. Les films, malgré leur caractère léger et brillant, abordent souvent des préoccupations très sérieuses et contemporaines : en 1939, Ninotchka est l'un des premiers films à critiquer le régime de Staline, en 1940, Rendez-vous (The Shop Around the Corner) aborde la question du chômage, et en 1942 Jeux dangereux (To Be or Not to Be) a pour thème principal le nazisme.

### La fin soudaine
En 1947, Ernst Lubitsch reçoit un Oscar d'honneur (il a été nommé trois fois et n'a jamais obtenu l'Oscar), mais il meurt peu après, le 30 novembre 1947 à Bel Air (Los Angeles) des suites d'une crise cardiaque, pendant le tournage de La Dame au manteau d'hermine qui est achevé par Otto Preminger.
Il repose au Forest Lawn Memorial Park Cemetery à Glendale en Californie.
À son enterrement, Billy Wilder aurait sangloté « Plus de Lubitsch », se voyant répondre par William Wyler « Pire que ça : plus de films de Lubitsch ».
Le 8 février 1960, une étoile lui est dédiée sur le Walk of Fame au 7042 Hollywood Boulevard.

## Lubitsch et la France
Il existe de nombreuses affinités et liens d'amitié réciproque entre Ernst Lubitsch et la France. Déjà en 1936, lors du tournage de La Huitième Femme de Barbe-Bleue, Lubitsch avait été gratifié de la Légion d'honneur. Un peu moins de soixante ans plus tard, en 1992, lorsque la revue de cinéma Positif, tenta de statuer sur les vingt films les plus importants de l'histoire du cinéma, elle mit Jeux dangereux à la 17e place (ce qui en fait la seconde comédie, derrière Le Mécano de la « General » de Buster Keaton). Plus récemment encore (en 2007), Le Monde consacra une page entière à la resortie d'un film muet un peu oublié du réalisateur allemand.
Si la France aime Lubitsch, force est de constater qu'en retour, Lubitsch aime la France. De 1930 (Love Parade) à 1939 (Ninotchka) la quasi-totalité de ses films se déroulent en France (les deux seules exceptions étant Le Lieutenant souriant et Si j'avais un million). Également on parle beaucoup français chez Lubitsch (dans Le ciel peut attendre, et dans Sérénade à trois, une scène entière se passe dans la langue de Molière). En outre, Lubitsch a beaucoup usé d'interprètes français (Maurice Chevalier, Claudette Colbert, Charles Boyer…) et d'auteurs français (l'argument d’Illusions perdues est tiré d'une pièce de Victorien Sardou, Divorçons).

## L'esthétique lubitschienne

### La réalisation et laLubitsch touch
La Lubitsch Touch se caractérise par une retenue élégante des sentiments, rien n'explose, c'est ainsi que Lubitsch cultive l'ellipse, l'attente, la surprise, allant ainsi contre l’expressionnisme du cinéma allemand et de façon générale du cinéma muet,,,. C'est également un art de vivre, une certaine manière de vivre les échanges, les relations aussi bien entre les personnages dans le film qu'entre le film et les spectateurs. C'est également une expression de l'humour juif, une façon de résister avec élégance aux agressions de la bêtise humaine.
Plusieurs définitions ont été proposées pour définir la Lubitsch Touch,, :
- "La Lubitsch Touch" est une brève description qui embrasse une longue liste de vertus : sophistication, style, subtilité, esprit, charme, élégance, suavité, nonchalance raffinée et nuance sexuelle audacieuse. "  (Richard Christiansen)
- " La Lubitsch Touch se caractérise dans ses films par l'humour subtil et la virtuosité visuelle. Le style était caractérisé par une compression parcimonieuse d’idées et de situations en plans uniques ou en scènes brèves qui apportaient une touche ironique aux personnages et à la signification de tout le film. " (Ephraim Katz (en))
- " Un mélange subtil et sexy d'humour et d'esprit de retenue. " (Roger Fristoe).
- " Un contrepoint de tristesse poignante pendant les moments les plus gais d'un film. " (Andrew Sarris (en))
- "C'était l'utilisation élégante de la super blague. Vous aviez une blague et vous vous sentiez satisfait, puis il y avait une autre grosse blague dessus. La blague à laquelle vous ne vous attendiez pas. C'était la Lubitsch Touch..." (Billy Wilder)
- " ... un mélange de sexualité costumée de la Ruritanie et de la sexualité berlinoise adoucies pour les goûts américains. (Kevin Starr (en)).
- "La phrase évoque quelque chose de léger, d'étrangement indéfinissable, mais néanmoins tangible, et de voir les films de Lubitsch - plus que dans presque n'importe quel travail de réalisateur - on peut ressentir cet esprit certain, non seulement dans le placement tactique et impeccablement approprié de la caméra, dans l'économie subtile de son intrigue, dans le dialogue oblique qui permettait de tout dire de façon allusive, mais aussi - et en particulier - dans la performance de chaque acteur, aussi petit que soit le rôle. " (Peter Bogdanovich)
- "Un style gracieusement charmant et fluide, avec une ... ingénieuse capacité à suggérer plus que ce qu'il montre ..." (Leland A. Poague[28])
- "... un style qui fait allusion au sexe, de manière ludique adulte dans ses thèmes, sans jamais franchir la ligne de démarcation invisible qui séparait le charbon du génie." (Saul Austerlitz)
- " La Lubitsch touch se caractérise par d'une part une capacité propre à l'Europe de l'Est à représenter le raffinement cosmopolite des Européens continentaux auprès des Américains - et à double tranchant, comme il de la compréhension des faces cachées du gag américain  et d'autre part par une affection critique pour les individus imparfaits qui fonctionnent selon deux poids deux mesures, enfin une manière élégante de gérer la musique en tant que partie intégrante de la construction d'un film. " (Jonathan Rosenbaum)
- "La Lubitsch Touch" peut être considérée de manière concrète comme dérivant d'un dispositif narratif standard du film muet : interrompre l'échange dramatique en se concentrant sur des objets ou des petits détails qui font un commentaire spirituel ou une révélation surprenante sur l'action principale. " (Greg S. Faller)
- "Dans son sens le plus large, cela signifiait aller du général au particulier, pour se condenser soudainement en un seul instant rapide et habile cristallisant une scène ou même le thème entier ... l'idée d'utiliser le pouvoir de la métaphore en condensant soudainement la quintessence de son sujet dans un commentaire ironique - un commentaire visuel, naturellement - qui disait tout." (Herman G. Weinberg)

### Les scénarios
Lubitsch n’a tourné qu’un film à partir d’un scénario original (Jeux dangereux), tous les autres étant essentiellement des adaptations, le plus souvent très libres, d’œuvres théâtrales. Lubitsch avait une nette préférence pour les auteurs dramatiques hongrois : Laszlo Aladar (Trouble in paradise), Melchior Lengyel (Ange, Ninotchka), Nikolaus László (Rendez-vous) et László But-Feketé (Le ciel peut attendre), un tel répertoire ayant l’avantage d’être, du fait de l’éloignement, modifiable à merci par le réalisateur, et Lubitsch ne s’en privera pas. Viennent ensuite les dramaturges allemands (Hans Müller pour Monte Carlo, Leopold Jacobson et Felix Dortmann d’après un roman du même Müller dans Le Lieutenant souriant, Lothar Schmidt dans Une heure près de toi et Victor Léon et Leo Stein dans la Veuve joyeuse), et français (Léon Xanrof et Jules Chancel dans Parade d’amour, Maurice Rostand dans L’homme que j’ai tué et Victorien Sardou dans Illusions perdues). Cluny Brown constitue une double exception, puisque son argument est tiré d’un roman anglais. Mais Sérénade à trois est tiré d'une pièce de Noël Coward.

### La musique
La musique joue un rôle fort important chez Lubitsch, en tant que suppléante de la parole, par essence surface conventionnelle. Le plus grand usage de cette fonction se trouve dans ‘’Ange’’. C’est en effet le thème mélodique improvisé par un violoniste tzigane, le soir où Lady Barker et Anthony Halton se rencontrent, qui va précipiter l’action : Lady Barker le joue sur son piano et le fait passer pour une composition personnelle auprès de son époux, mais celui-ci entend via le téléphone Anthony Halton l’interpréter également.
Il existe en fait plusieurs compositeurs attitrés de Lubitsch : le premier est Oscar Straus, un auteur d’opérettes contemporain de Franz Lehár (il mettra en scène La Veuve Joyeuse dans un film du même nom). Lubitsch commence par faire une version cinématographique d’une de ses opérettes créée en 1907 (Le Lieutenant souriant), puis fera à nouveau appel à lui pour composer la musique originale d’Une heure près de toi. Le second est Friedrich Hollaender (ou Frederick Hollander), compositeur allemand puis britannique privilégié de Marlene Dietrich, qui rédigera la partition de Desire et, surtout, celle d’ Ange. Enfin, Werner R. Heymann, musicien plus obscur mais qui se prêtait fort bien au langage cinématographique, fut le compositeur le plus utilisé par Lubitsch avec quatre film à son actif: Ninotchka, The Shop Around the Corner, That Uncertain Feeling et To Be or Not to Be.

## Postérité
Ernst Lubitsch est considéré comme l'inventeur des codes de la comédie moderne,.
- Remakes :
  - 1957 : La Belle de Moscou de Rouben Mamoulian, d'après Ninotchka
  - 1983 : To Be or Not to Be d'Alan Johnson, avec Mel Brooks
  - 1998 : Vous avez un mess@ge (You've got mail) de Nora Ephron, d'après Rendez-vous (The Shop Around the Corner)
  - 2016 : Frantz de François Ozon, d'après L'Homme que j'ai tué.

- Un prix Ernst-Lubitsch (de) a été créé en Allemagne en 1957, le Ernst-Lubitsch-Preis, prix attribué à un film par la critique.
- Le bâtiment des réalisateurs aux studios Paramount a été nommé Ernst Lubitsch en 1987.

## Filmographie complète
Ernst Lubitsch est d'abord acteur puis réalisateur.

### Période allemande
- 1912 : Le Miracle (Das Mirakel) de Max Reinhardt et Michel Carré, avec Maria Carmi, Douglas Payne, Florence Winston, E.L.
- 1913 : Meyer auf der Alm de Max Bahr, avec E.L., Sophie Pagay (perdu)
- 1913 : Die ideale Gattin (de) (réalisateur inconnu), avec Lyda Salmonova, Grete Berger, E.L., Paul Biensfeldt (perdu)
- 1914 : Die Firma heiratet de Carl Wilhelm, avec E.L., Victor Arnold (perdu)
- 1914 : Bedingung : keine Familie! de Stellan Rye, avec Hans Wassmann, Albert Paulig, Emil Albes, E.L. (perdu)
- 1914 : L'Orgueil de la firme (Der Stolz der Firma) de Carl Wilhelm, avec E.L., Martha Kriwitz, Victor Arnold, Hans Wassmann, Albert Paulig, Emil Albes
- 1914 : Mademoiselle Piccolo (Fräulein Piccolo) de Franz Hofer, avec Dorrit Weixler, Franz Schweiger, Alice Hechy, E.L., Max Lehmann
- 1914 : Fräulein Seifenschaum de et avec E.L. (perdu)
- 1914 : Meyer als Soldat avec E.L. (participation douteuse, perdu)
- 1915 : Aufs Eis geführt de E.L., avec E.L., Albert Paulig (perdu)
- 1915 : Arme Marie de Max Mack, avec Hanni Weisse, E.L., Friedrich Zelnik, Felix Basch (perdu)
- 1915 : Zucker und Zimt d'Ernst Matray et E.L., avec Ernst Matray, E.L., Helene Voss, Felix Basch (perdu)
- 1915 : Blindekuh de E.L., avec E.L., Resl Orla (perdu)
- 1915 : Ein verliebter Racker de Franz Hofer, avec Dorrit Weixler, E.L. (perdu)
- 1915 : Robert et Bertram ou Les Joyeux Vagabond (Robert und Bertram oder Die Lustigen Vagabunden) de Max Mack, avec Ferdinand Bonn, Eugen Burg, Wilhelm Diegelmann, E.L.
- 1915 : Sein einziger Patient ou Der erste Patient de E.L., avec E.L., Johanna Ewald (perdu)
- 1915 : Der Kraftmeyer (ou Der Kraftmeier) de et avec E.L. (perdu)
- 1915 : Der letzte Anzug de et avec E.L. (perdu)
- 1915 : Der schwarze Moritz de Georg Jacoby, avec E.L., Erna Alberty, Margarete Kupfer (perdu)
- 1916 : Wie ich ermordet wurde de Louis Ralph, avec E.L. (participation douteuse, perdu)
- 1916 : Quand j’étais mort (Als ich tot war ou Wo ist mein Schatz?) de et avec E.L., Louise Schenrich, Lanchen Voss, Julius Falkenstein
- 1916 : Doktor Satansohn d'Edmund Edel, avec E.L., Hans Felix, Yo Larte, Marga Köhler

(À partir de là, E.L. est réalisateur de tous les films, sauf mention particulière)
- 1916 : Le Palais de la chaussure Pinkus (Schuhpalast Pinkus) avec Guido Herzfeld, E.L., Else Kenter, Hans Kräly
- 1916 : Der gemischte Frauenchor avec E.L. (perdu)
- 1916 : Das schönste Geschenk avec E.L. (perdu)
- 1916 : Der GmbH-Tenor avec E.L., Ossi Oswalda, Victor Janson (perdu)
- 1916 : Leutnant auf Befehl avec Harry Liedtke, E.L., Ossi Oswalda, Victor Janson (perdu)
- 1916 : Keiner von beiden (perdu)
- 1917 : Die neue Nase (ou Seine neue Nase), avec E.L. (perdu)
- 1917 : Käsekönig Holländer, avec E.L. (perdu)
- 1917 : Le Roi du corsage (Der Blusenkönig), avec E.L., Käthe Dorsch, Guido Herzfeld (perdu)
- 1917 : Ossis Tagebuch, avec Ossi Oswalda, Hermann Thimmig (perdu)
- 1917 : Quand quatre font la même chose (Wenn vier dasselbe tun), avec Emil Jannings, Ossi Oswalda, Margarete Kupfer, Fritz Schulz, Victor Janson
- 1917 : Hans Trutz au Pays de Cocagne (Hans Trutz im Schlaraffenland) de Paul Wegener, avec Paul Wegener, Lyda Salmonova, Wilhelm Diegelmann, E.L. (perdu)
- 1917 : Das fidele Gefängnis[32] (Das fidele Gefängnis ou Ein fideles Gefängnis), avec Harry Liedtke, Kitty Dewall, Agda Nilsson, Emil Jannings, Erich Schönfelder, d'après l'opérette La Chauve-Souris de Johann Strauss
- 1918 : Prinz Sami, avec E.L., Ossi Oswalda, Wilhelm Diegelmann, Margarete Kupfer (perdu)
- 1918 : Der Fall Rosentopf, avec Ferry Sikla, Margarete Kupfer, E.L. (perdu)
- 1918 : Das Mädel vom Ballett, avec Ossi Oswalda, Ferry Sikla, Harry Liedtke, Julietta Brandt, Victor Janson, Reinhold Schünzel (perdu)
- 1918 : Je ne voudrais pas être un homme (Ich möchte kein Mann sein), avec Ferry Sikla, Ossi Oswalda, Margarete Kupfer, Victor Janson
- 1918 : Les Yeux de la momie[33] (Die Augen der Mumie Ma), avec Pola Negri, Emil Jannings, Harry Liedtke
- 1918 : Carmen[34], avec Pola Negri, Harry Liedtke, Leopold von Ledebour (d'après Mérimée et Bizet)
- 1918 : Mania, avec Pola Negri (perdu)
- 1918 : Meyer de Berlin, avec E.L., Ethel Orff, Heinz Lanzmann
- 1918 : Fuhrmann Henschel, d'après la pièce de Gerhart Hauptmann
- 1919 : Meine Frau, die Filmschauspielerin, avec Ossi Oswalda, Victor Janson (perdu)
- 1919 : La Princesse aux huîtres[35] (Die Austernprinzessin)[36] avec Victor Janson, Ossi Oswalda, Harry Liedtke
- 1919 : Rausch, avec Asta Nielsen, Alfred Abel, Carl Meinhard (perdu)
- 1919 : La Du Barry (Madame Du Barry), avec Pola Negri, Emil Jannings, Harry Liedtke
- 1919 : Der Lustige Ehemann avec Victor Janson (perdu)
- 1919 : La Poupée (Die Puppe)[37] avec Josefine Dora, Victor Janson, Marga Köhler
- 1920 : Die Wohnungsnot avec Ossi Oswalda, Marga Köhler, Victor Janson (participation douteuse, perdu)
- 1920 : Les Filles de Kohlhiesel (Kohlhiesels Töchter) avec Emil Jannings, Henny Porten, Jakob Tiedtke, Gustav von Wangenheim
- 1920 : Roméo et Juliette dans la neige (Romeo und Julia im Schnee) avec Jakob Tiedtke, Marga Köhler, Lotte Neuman, Ernst Rückert
- 1920 : Sumurun avec E.L., Pola Negri, Paul Wegener
- 1920 : Anna Boleyn avec Henny Porten, Emil Jannings, Paul Hartmann
- 1921 : La Chatte des montagnes (Die Bergkatze[38]) avec Pola Negri, Victor Janson, Paul Heidemann, Wilhelm Diegelmann
- 1922 : La Femme du pharaon (Das Weib des Pharao) avec Emil Jannings, Harry Liedtke, Dagny Servaes, Paul Wegener
- 1923 : Montmartre (Die Flamme) avec Pola Negri, Hilde Wörner, Alfred Abel, Hermann Thimig (en partie perdu)

### Période américaine muette
- 1923 : Rosita, coréalisateur : Raoul Walsh
- 1924 : Comédiennes (The Marriage Circle)[39]
- 1924 : Trois Femmes (Three Women)
- 1925 : Paradis défendu (Forbidden Paradise)
- 1925 : Ma femme et son flirt ou Embrassez-moi (Kiss Me Again)
- 1925 : L'Éventail de Lady Windermere[20] (Lady Windermere's Fan)[40]
- 1926 : Les Surprises de la TSF (So This is Paris), remake de La Joyeuse Prison
- 1926 : The Honeymoon Express, coréalisateur : James Flood
- 1927 : Le Prince étudiant (The Student Prince in Old Heidelberg[41]), coréalisateur : John M. Stahl
- 1928 : Le Patriote (The Patriot)
- 1929 : L'Abîme (Eternal Love)

### Films parlants
- 1929 : Parade d'amour (The Love Parade)[42]
- 1930 : Paramount on Parade[43] coréalisateurs : Frank Tuttle, Edmund Goulding, A. Edward Sutherland etc.
- 1930 : Monte-Carlo[44]
- 1931 : Le Lieutenant souriant[45] (The Smiling Lieutenant)
- 1932 : L'Homme que j'ai tué[46] (Broken Lullaby)
- 1932 : Une heure près de toi (One Hour with You)[47] coréalisateur : George Cukor
- 1932 : Haute Pègre (Trouble in Paradise)[48]
- 1932 : Si j'avais un million (If I Had a Million), sketch L'Huissier (The Clerck)
- 1933 : Sérénade à trois (Design for Living)[49]
- 1934 : La Veuve joyeuse (The Merry Widow)[50]
- 1937 : Ange (Angel)[51]
- 1938 : La Huitième Femme de Barbe-Bleue (Blue Beard's Eighth Wife)[52]
- 1939 : Ninotchka[53]
- 1940 : Rendez-vous (The Shop Around the Corner[54])[55]
- 1941 : Illusions perdues[56] (That Uncertain Feeling)
- 1942 : Jeux dangereux (To Be or Not to Be)[57]
- 1943 : Le ciel peut attendre (Heaven Can Wait)[58]
- 1945 : Scandale à la cour (A Royal Scandal)[59] coréalisateur : Otto Preminger
- 1946 : La Folle Ingénue (Cluny Brown)[60],[61]
- 1948 : La Dame au manteau d'hermine[62] (That Lady in Ermine), coréalisé avec Otto Preminger

Également producteur pour la Twentieth Century Fox en 1946 du Château du dragon (Dragonwyck) de Joseph L. Mankiewicz. Il a tourné quelques scènes de Désir (Desire), en 1936, réalisé par Frank Borzage, avec Marlène Dietrich et Gary Cooper.

### Projets avortés
- Deburau, 1923 : Lubitsch pensait à une adaptation de la pièce de Sacha Guitry, pour son premier film américain.
- Le Chevalier à la rose, 1937

#### En français
- To Be Or Not To Be - Ernst Lubitsch. Un Classique Dans L’histoire, sous la direction d'Alain Kleinberger & Jacqueline Nacache, éd. Le Bord de l'Eau, 2014,
- Ernst Lubitsch - To Be or Not to Be, Baccalauréat Cinema 2013, par Jacqueline Nacache, éd. Réseau Canopé - CRDP, 2013,
- Lubitsch, les voix du désir, par Natacha Thiéry, éd. Céfal, 2007,
- Amitié : la dernière retouche d’Ernst Lubitsch, par Samson Raphaelson, éd. Allia, 2006,
- Ernst Lubitsch, the Lubitsch Touch, par Herman G. Weinberg, Éd. Ramsay, 1994,
- Lubitsch, par N. T. Binh et Christian Viviani, éd. Rivages/Cinéma, 1991,  (ISBN 2869304226),  (ISSN 0298-0088)
- Lubitsch ou la satire romanesque, par Jean-Loup Bourget et Eithne Bourget, éd. Stock, 1987,
- Lubitsch, par Jacqueline Nacache, éd. Paris, Edilig, coll. « Cinégraphiques», 1987  (ISBN 2856011691 et 978-2856011690)
- Ernst Lubitsch, par Bernard Eisenschitz et Jean Narboni pour les Cahiers du cinéma / Cinémathèque française, 1985, 142 pages,  (ISBN 2-86642-035-7) ; réédition 2006, Petite bibliothèque des Cahiers du cinéma,  (ISBN 2-86642-451-4)
- Ernst Lubitsch, numéro spécial des Cahiers du Cinéma, no 198, 1968,
- Ernst Lubitsch, par un collectif, éd. Serdoc, 1964.

#### En anglais
- How Did Lubitsch Do It?, par Joseph McBride, éd. Columbia University Press, 2018[63],
- Ernst Lubitsch's The Student Prince in Old Heidelberg, par John W. Fawell, éd. Rowman & Littlefield Lexington Books (en), 2018,
- The Lubitsch touch, a meta-critical study, par Barbara Verena Ottmann, thèse de doctorat soutenue à l'Université de Warwick, 2015[27],
- Ernst Lubitsch: Laughter in Paradise, par Scott Eyman, éd. Johns Hopkins University Press, 2000[64],
- Passions and deceptions: The early films of Ernst Lubitsch, par Sabine Hake, Princeton University Press, 1992,
- Ernst Lubitsch's American Comedy, par William Paul, éd. Columbia University Press, 1983,
- « Ernst Lubitsch et René Clair », The comic mind : Comedy and the Movies, par Gerald Mast, éd. The University of Chicago Press, 1979,
- The cinema of Ernst Lubitsch, par Leland A Poague, éd. A. S. Barnes, 1978[28],
- The Lubitsch touch: A critical study, par  Herman G Weinberg, éd. Dover Publications, 1977.

#### Autres langues
- (es) Ser O No Ser - Ernst Lubitsch, par Sonia Garcia, éd. Ediciones Paidos Iberica, 2005,
- (pt) As Folhas da Cinemateca: Ernst Lubitsch, collectif (Frederico Lourenço, João Bénard da Costa, José Navarro de Andrade, Manuel Cintra Ferreira, M.S. Fonseca, Maria João Madeira, éd. Cinemateca Portuguesa, 2000,
- (it) Ernst Lubitsch, par Guido Fink, éd. Il Castoro, 1997,
- (es) Ernst Lubitsch, par Carlos García Brusco, éd. Ediciones JC, 1988

### Articles et émissions
- Dans le cinéma d'Ernst Lubitsch, les mots ont une dimension tactile, par Antoine Guillot sur France Culture, 2018[65],
- Love Triangles, Screwballs, and WWII: An Ernst Lubitsch Primer, par  Erica Lies pour Vulture, 2018[66],
- The Masters’ Master: Ernst Lubitsch and The Marriage Circle, par Joseph McBride pour Bright Lights Film journal(en), 2018[67],
- The Magician of Delight, par Geoffrey O’Brien pour le New York Review of Books, 2017[68],
- Recalling “The Lubitsch Touch”, par John Farr pour le HuffPost, 2013[69],
- Heil Lubitsch, par Ophélie Wiel, pour Critikat, 2013[70],
- Ernst Lubitsch’s charming pre-Code transgressions, par  Kim Morgan pour The Dissolve (en), 2013[71],
- ‘To Be Or Not To Be’ Is Better Than Ever, par Leonard Maltin pour Indiewire, 2013[72],
- Ernst Lubitsch, par Perrine Kervran sur France Culture, 2012[73],
- Ernst Lubitsch le prince de la comédie, par Olivier Père sur Arte, 2012[74],
- Transatlantic Auteur: Ernst Lubitsch’s Self-reflexive Comedies of Misunderstanding, par Michael J. Anderson pour Senses of Cinéma (en), 2011[75],
- Un cinéaste au paradis, conférence de Pierre Berthomieu sur le site Canal U, 2010[76],
- Lubitsch se met à table, par Lola Spector pour Télérama, 2010[77],
- Déboussolant Ernst Lubitsch, par Edouard Waintrop, pour Libération, 2007[78],
- "L'Eventail de Lady Windermere" : Oscar Wilde, Ernst Lubitsch, deux grands esprits se rencontrent, par Isabelle Regnier pour Le Monde, 2007[20],
- La réception de Madame du Barry d’Ernst Lubitsch par la presse cinématographique française du début des années 1920, par Marc Lavastrou pour la revue Trajectoires, 2007[79],
- What Would Ernst Lubitsch Have Done?, par A.O. Scott, pour The New York Times, 2003[80],
- Trouble in Paradise, par Roger Ebert sur son site, 1998[81],
- Hollywood Still Leads...Says Ernst Lubitsch, interview avec Barney Hutchinson pour  l'American Cinematographer(en), de l'American Society of Cinematographers, mars 1933[82],
- Concerning Cinematography, a few words from Ernest Lubitsch, par William Stull pour l'American Cinematographer(en), de l'American Society of Cinematographers, novembre 1929[83],
- American Cinematographers Superior Artists, par Ernst Lubitsh pour l'American Cinematographer(en), de l'American Society of Cinematographers, décembre 1923[84],
- Interview de Lubitsch par Louella Parsons pour The Morning Telegraph, 1922[85].